# 阿迪维莱
阿迪维莱（法語：Hardivillers，法語發音：[aʁdivile]），法国北部市镇，位于上法兰西大区瓦兹省，隶属于克莱蒙区，其市镇面积为9.63平方公里，2022年1月1日时人口数量为551人，在法国城市中排名第15,702位。
阿迪维莱位于瓦兹省西北部，A16高速公路和瓦兹省省道D930线在此交汇。

## 地名来源
“阿迪维莱”一名的来源尚不清楚。
该地名“Hardivillers”发音为[aʁdivile]，末尾字母“r”不发音，《世界地名译名词典》将其误译作“阿迪维莱尔”。

## 历史
阿迪维莱境内发现有新石器时期的人类活动遗址，古典时期及中世纪长期为一处普通村落，13世纪时，当地建成了圣伯多禄-圣保禄教堂（église Saint-Pierre-et-Saint-Paul）。法国大革命后，阿迪维莱成为瓦兹省的一个市镇。工业革命期间，阿迪维莱的人口数量逐年减少。20世纪中后期修建的A16高速公路从阿迪维莱市镇范围西部经过并设有出入口。

## 地理

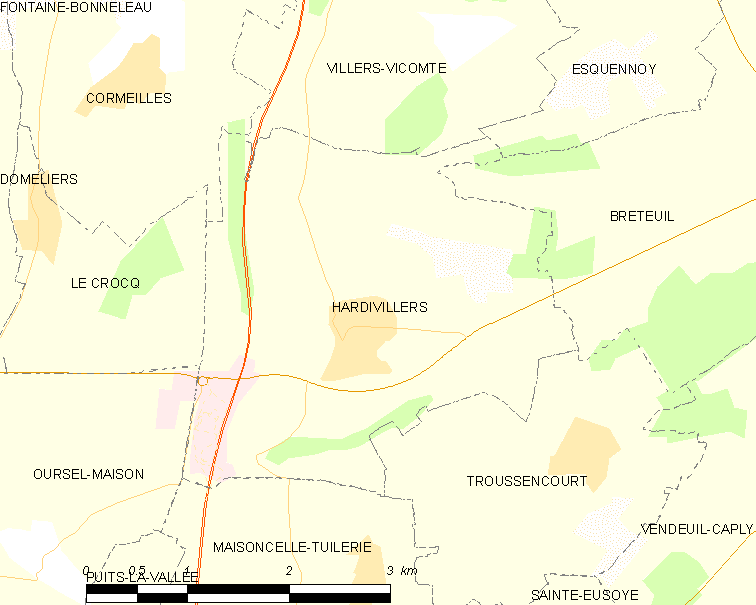
阿迪维莱市镇范围地图

阿迪维莱位于法国北部，上法兰西大区南部和瓦兹省西北部，距离省会博韦大约26公里。与阿迪维莱接壤的市镇包括：布勒特伊、科尔梅耶、勒克罗、埃凯努瓦、迈松塞勒蒂勒里、乌尔塞勒迈松、特鲁桑库尔、维莱维孔特。

### 地形
阿迪维莱位于法国北部皮卡第平原南部，境内以平原及浅丘为主，市镇中心地势较为平坦，全境海拔在112到187米之间。

### 水文
阿迪维莱位于索姆河流域南部的分水岭地区，其境内无大型天然地表径流。

### 植被
阿迪维莱属于温带阔叶混交林区，林地主要分布于市区南部和西北部的沟壑地带。
在鲜花城市的评比中，阿迪维莱暂未被评级。

### 气候
阿迪维莱在柯本气候分类法中属于温带海洋性气候。

## 行政区划
阿迪维莱是法国上法兰西大区瓦兹省的一个市镇，编号为60299。阿迪维莱隶属于克莱蒙区，隶属于瓦兹省第一选区，管理圣瑞斯特昂绍塞县，同时也是皮卡第瓦兹市镇公共社区的办公驻地。
自2020年起，法国国家统计与经济研究所（简称）在进行数据统计时，将阿迪维莱划入包含162个市镇的博韦城市辐射区。此外，还将阿迪维莱市镇整体看作一个“块区”（IRIS）。

## 交通

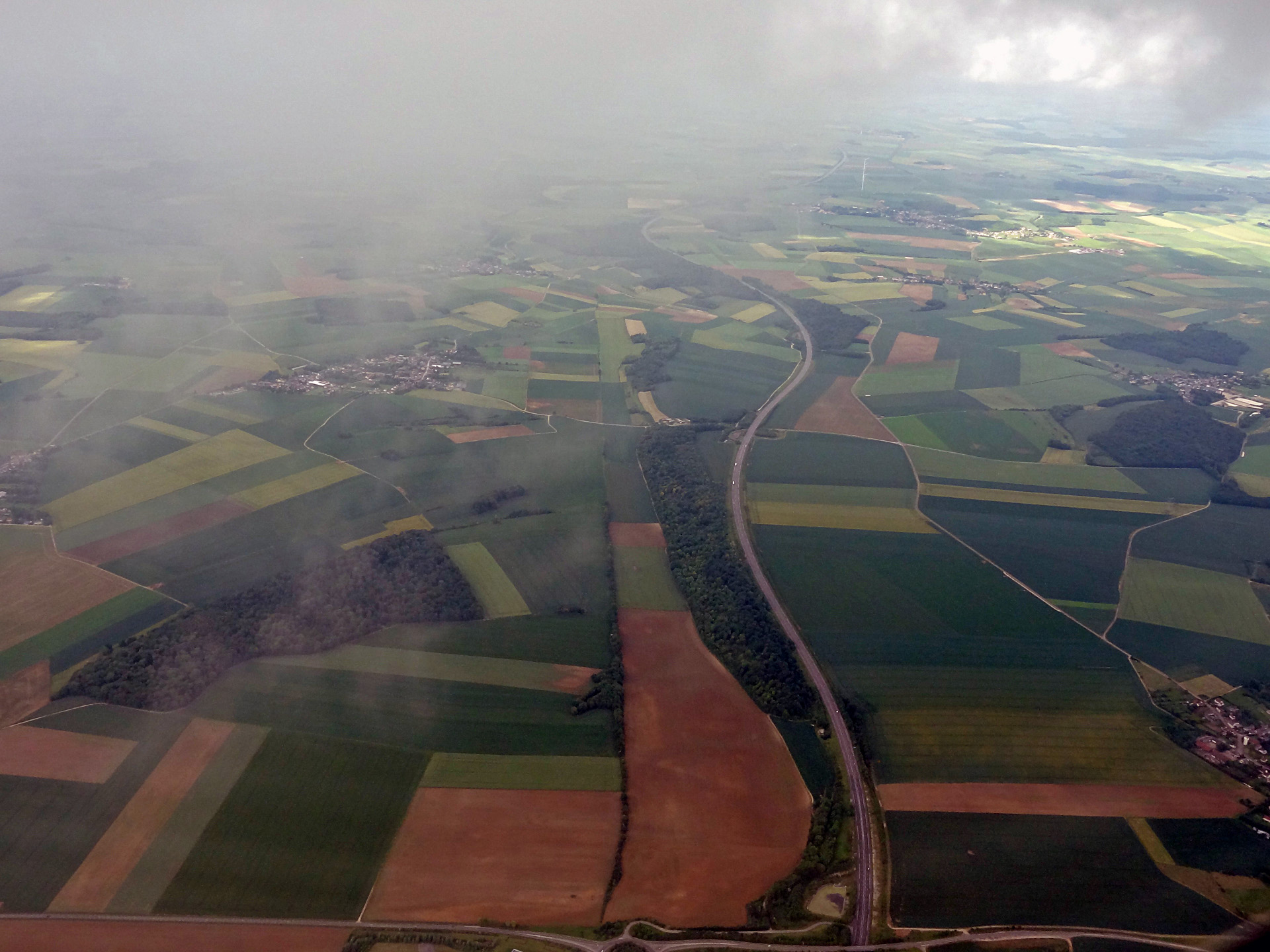
航拍阿迪维莱附近的A16高速公路

### 公路
A16高速公路从阿迪维莱市镇范围西部经过并设有16号出入口，并配套建有一处服务区。此外多条瓦兹省省道在阿迪维莱境内交汇，上法兰西大区下属的城际客运提供校车线路，可前往周边部分市镇。
2017年，78.3%的阿迪维莱家庭拥有至少一辆私人汽车。2017年，阿迪维莱境内共发生各类交通事故1起，造成1人受伤。

### 铁路
距离阿迪维莱最近的铁路车站是位于巴黎－里尔铁路上的布勒特伊支线站，该站停靠往返于巴黎和亚眠之间的区域列车。

### 航空
距离阿迪维莱最近的民用航空站为博韦-蒂耶机场，距离阿迪维莱市中心的公路里程约23公里。

### 城市公共交通
截至2021年8月，阿迪维莱暂无城市公共交通系统。

## 政治

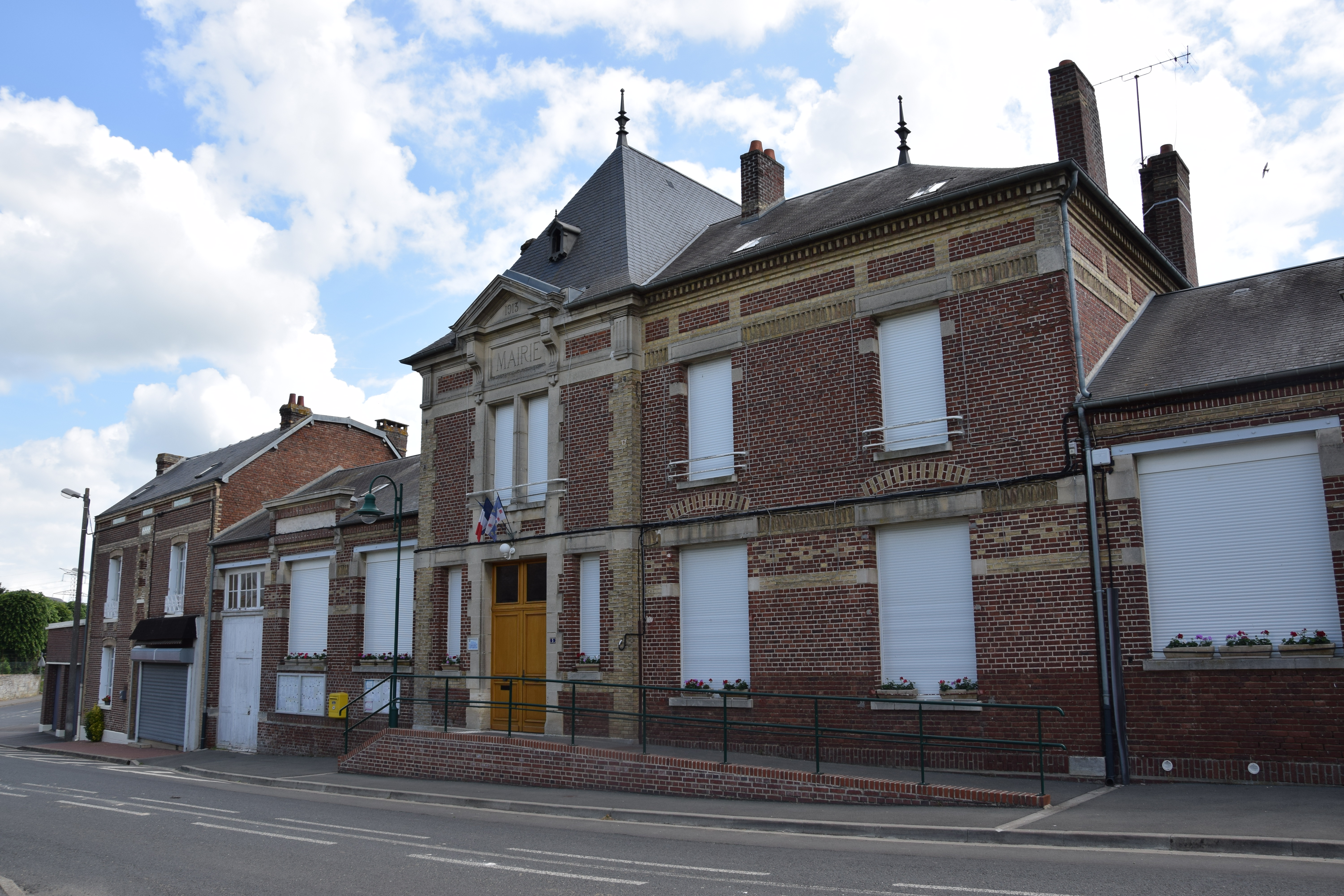
阿迪维莱市政厅

阿迪维莱的现任市长为玛伊莉丝·德里夫里女士（Maïlys Derivry），她是一名无党派人士，在2020年的市政选举中获得了100%的支持率（无其他候选人）。
在2017年的法国总统大选中，法国极右翼政党国民阵线主席玛丽娜·勒庞在阿迪维莱获得了60.7%的支持率。

## 人口
2018年，阿迪维莱市镇人口数量为540，在法国排名第15,702位。其中男性275人，女性265人，75岁及以上人口占8.0%，外籍人口数量为100人，人口密度为56人/平方公里，当地居民被称为（男性）或（女性）。2019年，阿迪维莱境内出生5人，死亡人口7人。
| 年份   | 1936 | 1946 | 1954 | 1962 | 1968 | 1975 | 1982 | 1990 | 1999 | 2005 | 2010 | 2015 | 2018 |
| ------ | ---- | ---- | ---- | ---- | ---- | ---- | ---- | ---- | ---- | ---- | ---- | ---- | ---- |
| 人口數 | 492  | 425  | 416  | 435  | 411  | 422  | 408  | 481  | 533  | 568  | 584  | 558  | 540  |

## 经济
截止2021年8月，阿迪维莱共有37家用人单位或自雇。

## 财政收入
2019年，阿迪维莱的财政收入总额为786,960欧元，财政支出总额为396,500欧元，当年的债务总额为321,110欧元。2020年，阿迪维莱共获得36,695欧元的国家财政补助，比上一年减少了0.1%。
2019年，阿迪维莱的家庭平均月收入总额为1,759欧元，低于法国平均水平（2,318欧元）。
2017年，阿迪维莱境内的青壮年（15至64岁）失业率为20.7%，当地41.5%的家庭拥有纳税资格，平均纳税1,393欧元，低于法国平均水平（3,888欧元）。

## 社会事务

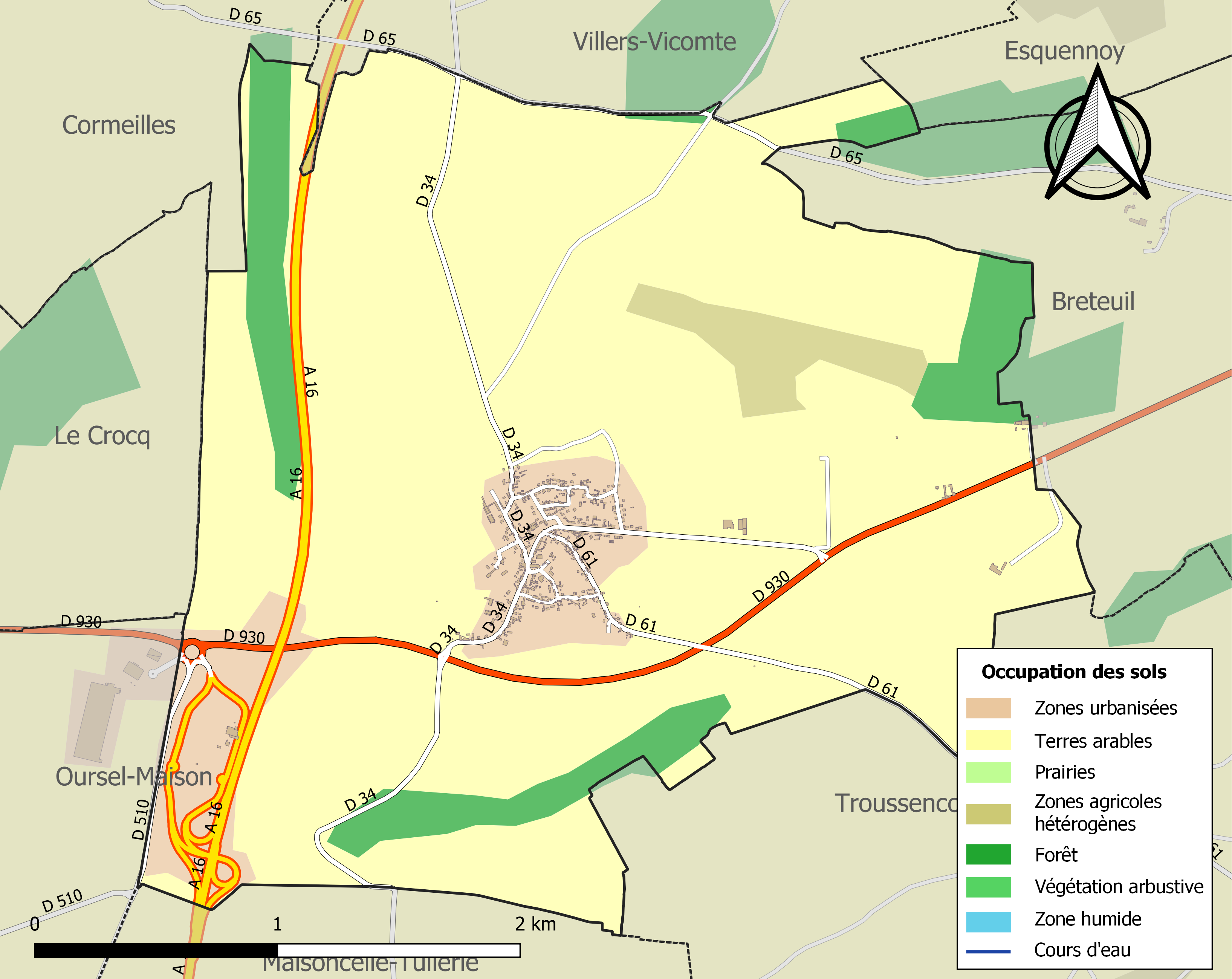
阿迪维莱土地利用情况地图

### 教育
阿迪维莱属于亚眠学区。截止2019年1月1日，阿迪维莱境内暂无任何教育机构。

### 医疗
截止2019年1月1日，阿迪维莱境内暂无任何医疗机构及医务人员。
距离阿迪维莱最近的区域性医疗机构是博韦中心医院（Centre Hospitalier de Beauvais），其主病区位于博韦市区，设有765个床位，是当地规模最大的公立综合性医院。

### 住房
2017年，阿迪维莱境内共有各类住房249套，其中86.7%为独立式居民区，5.6%为集中式居民区。常住房屋占阿迪维莱市镇范围内居民建筑总量的99.2%。
在住房保障政策方面，2017年，阿迪维莱境内共有40户家庭获得了住房经济补助，受益人数占总人口数量的7.4%，暂无居民获得房租补助。

### 商业
2019年，阿迪维莱境内共有各类实体商铺6家，其中汽车维修店3家。

### 体育
2019年，阿迪维莱境内暂无任何体育设施。
截至2021年8月，阿迪维莱境内暂无任何注册足球俱乐部。

### 环境
阿迪维莱的环境事务由其所属的公共社区负责。2019年，阿迪维莱境内共有1家污染企业。

### 治安
2014年，阿迪维莱及附近地区共发生各类案件3,033起，其中盗窃类案件2,010起，经济类案件313起，毒品交易类案件95起。

## 文化

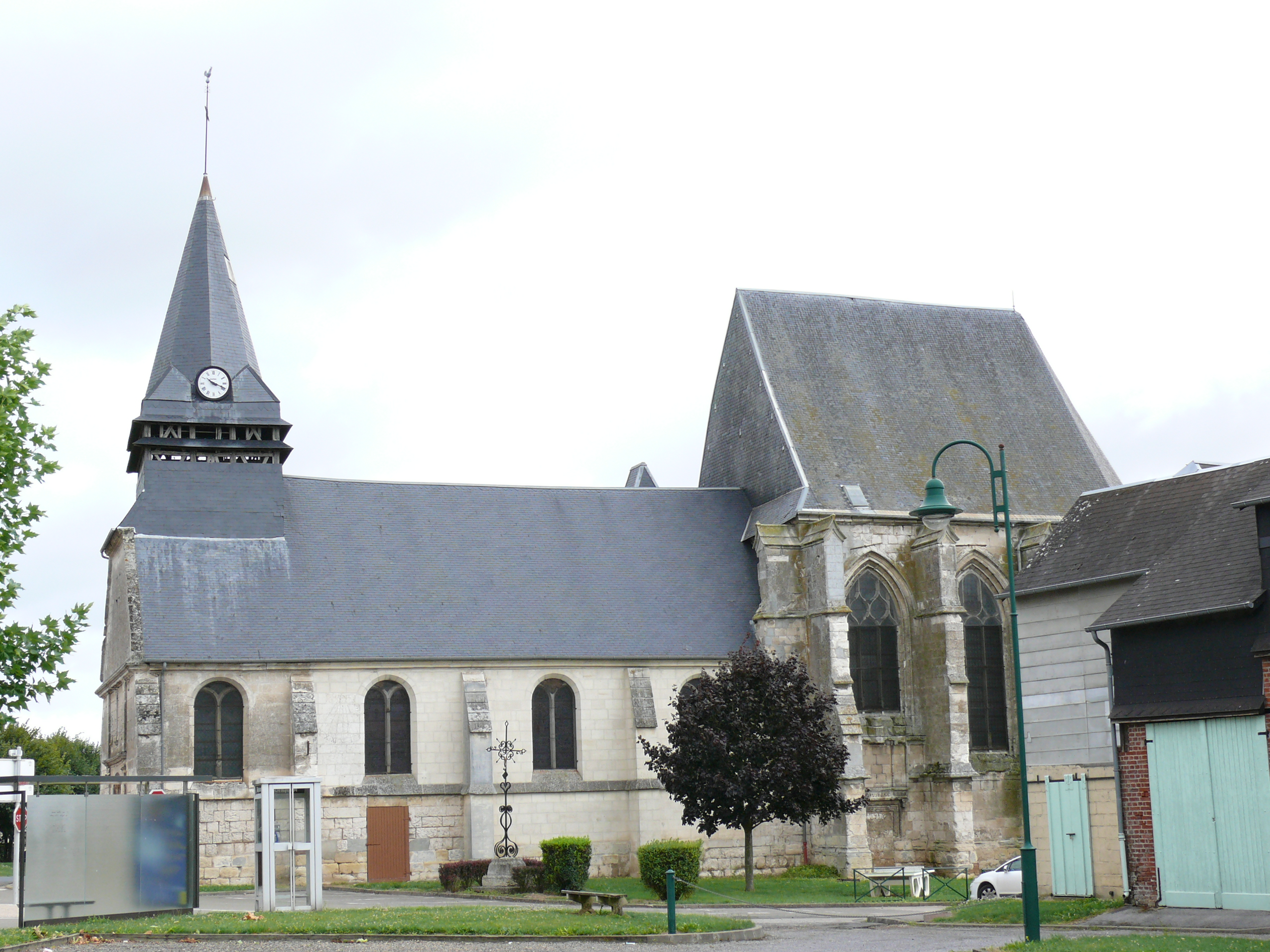
圣伯多禄-圣保罗教堂

2019年，阿迪维莱境内暂无任何文化设施。

### 建筑
阿迪维莱境内有多处历史建筑，其中圣伯多禄-圣保罗教堂（église Saint-Pierre-et-Saint-Paul）是当地的地标性建筑物。

### 旅游
阿迪维莱的旅游事务由其所属的公共社区负责。2020年，阿迪维莱境内暂无任何游客接待设施。

### 媒体
法国主要的媒体均可在阿迪维莱接收，法国电视三台下属的上法兰西大区频道在部分时段播出阿迪维莱所属区域的地方新闻。

## 友好城市
截至2021年8月，阿迪维莱暂未建立任何友好城市关系。